# Ate (mitologia)
Ate (en grec antic Ἄτη: "error", "insensatesa", "engany"), va ser, segons la mitologia grega, una filla de Zeus. La filla gran, diu la Ilíada, sense que es mencioni qui va ser la mare. Era la personificació de l'error. Els seus peus es posaven lleugerament sobre el cap dels mortals sense que se n'adonessin.
Zeus va fer un jurament, pel qual es va comprometre a donar la superioritat sobre els altres "al primer descendent de Perseu que nasqués". Així va sotmetre Hèracles a Euristeu, el qual li va poder ordenar que realitzés els dotze treballs. Ate va ser la que va fer equivocar Zeus. El déu va venjar-se'n llençant-la des de dalt de l'Olimp. Ate va caure damunt de Frígia, en un turó que es va dir des d'aquell moment "Turó de l'Error". Allà Ilos va construir la ciutadella d'Ílion (Troia).
Quan Zeus va precipitar Ate des del cel, li va prohibir per sempre més que tornés a l'Olimp. Per això l'Error és el company de la humanitat.
A les Dionisíaques de Nonnos, Hera incita a Ate que persuadeixi Àmpel, un jove a qui Dionís estimava apassionadament, perquè impressionés el déu cavalcant un brau. Àmpel va caure de dalt del toro i es va trencar el coll. Dionís, el va transformar en cep.
Segons Hesíode, Ate és filla d'Eris en solitari.